# Platygaster lamelliformis
Platygaster lamelliformis är en stekelart som beskrevs av Lars Huggert 1973. Platygaster lamelliformis ingår i släktet Platygaster och familjen gallmyggesteklar. Arten är reproducerande i Sverige. Inga underarter finns listade i Catalogue of Life.